# St. Georg (Wenigentaft)

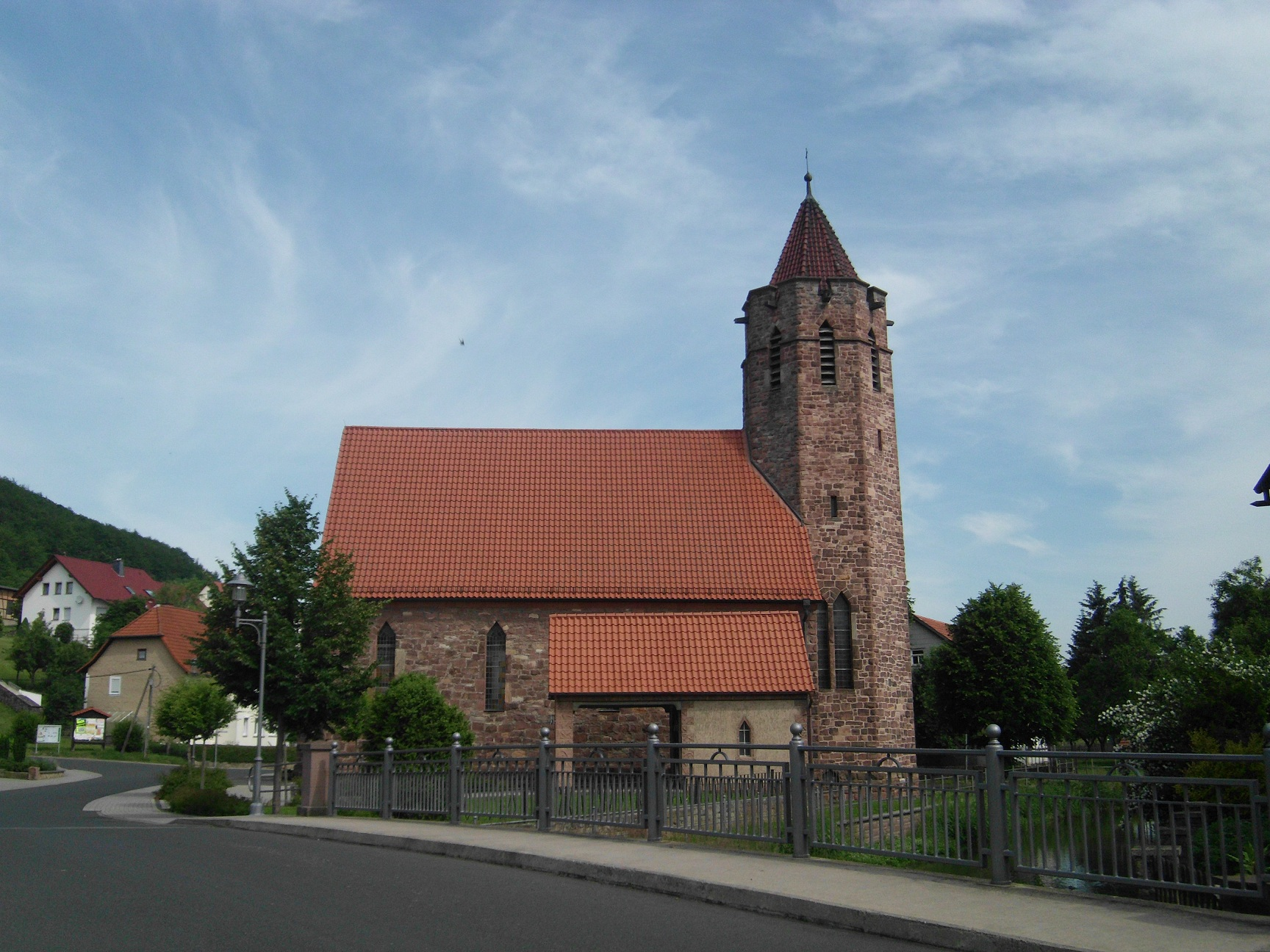
St. Georg

Die denkmalgeschützte römisch-katholische Filialkirche St. Georg steht in Wenigentaft, einem Ortsteil der Gemeinde Buttlar im Wartburgkreis von Thüringen. Die Filiale Wenigentaft gehört zum Pastoralverbund St. Elisabeth im Ulster-, Felda- und Werratal im Dekanat Hünfeld-Geisa des Bistums Fulda.

## Beschreibung
Die Anfänge der Kirche reichen bis ins 15. Jahrhundert zurück. Der schlichte Bau wurde bis zu seinem Abbruch 1930 mehrfach renoviert. 1930 erfolgte im Januar der letzte Gottesdienst, dann die Grundsteinlegung für den Neubau und im August dessen Einweihung. Die Saalkirche mit dem ins Langhaus hineinragende Kirchturm, der ein achtseitiges Zeltdach zwischen Zinnen trägt, ist im Stil einer Wehrkirche erbaut. 
Vom Altar von 1735 ist die Pietà erhalten. Die Holzfiguren des heiligen Valentin und des heiligen Pantaleon stammen von einem Altar der Vierzehn Nothelfer vom Anfang des 16. Jahrhunderts. Auf der Rückwand der Emporen befindet sich eine Darstellung des heiligen Christophorus. Zu sehen sind ferner die Statuen einer Maria, des heiligen Josef und der heiligen Elisabeth.